# Jardín Botánico de Besanzón
El Jardín Botánico de Besanzón ( en francés: Jardin Botanique de Besançon o también más formalmente Jardin botanique de l'Université de Franche-Comté et de la Ville de Besançon) es un jardín botánico y arboretode 1 hectárea de extensión, en la ciudad de Besanzón.
Está administrado conjuntamente por el municipio y la Universidad del Franco Condado y alberga unas 5000 especies de plantas tanto de la zona del Franco Condado como del mundo entero. 
Está adscrito a la prestigiosa asociación de ámbito francófono « Jardins botaniques de France et des pays francophones » (JBF).
El código de identificación del Jardin botanique de l'Université de Franche-Comté et de la Ville de Besançon como miembro del "Botanic Gardens Conservation Internacional" (BGCI), así como las siglas de su herbario es BESN.

## Localización
Administración: Jardin Botanique de la Ville et de l'Universite de Besançon, Universite de Franche-Comte 1, rue Goudinet 25030 Besançon-Besanzón Cedex France-Francia.
Ubicación: Jardin Botanique de la Ville et de l'Universite de Besançon Place du Maréchal Leclerc, Besançon, Doubs, Franche-Comté, France-Francia.
Planos y vistas satelitales.47°14′28.3194″N 6°1′31.8″E / 47.241199833, 6.025500

## Historia
El primer jardín botánico de Besanzón fue establecido en 1580, pero el jardín se ha trasladado desde entonces a través de más de 10 sitios en la ciudad, teniendo en cuenta su localización actual en 1957 cuando la universidad "Université de Franche-Comté" construye un lugar dedicado al cultivo y conocimiento de las plantas en la "Place Leclerc".
En 1988 fue reorganizado de una colección sistemática tradicional a un estilo orientado más al público en general. 

## Colecciones
Actualmente el jardín contiene más de 5.000 especies de plantas agrupadas en los ambientes que representan en la región del Franche-Comté, incluyendo :
- Pantanos,
- Acantilados,
- Humedales,

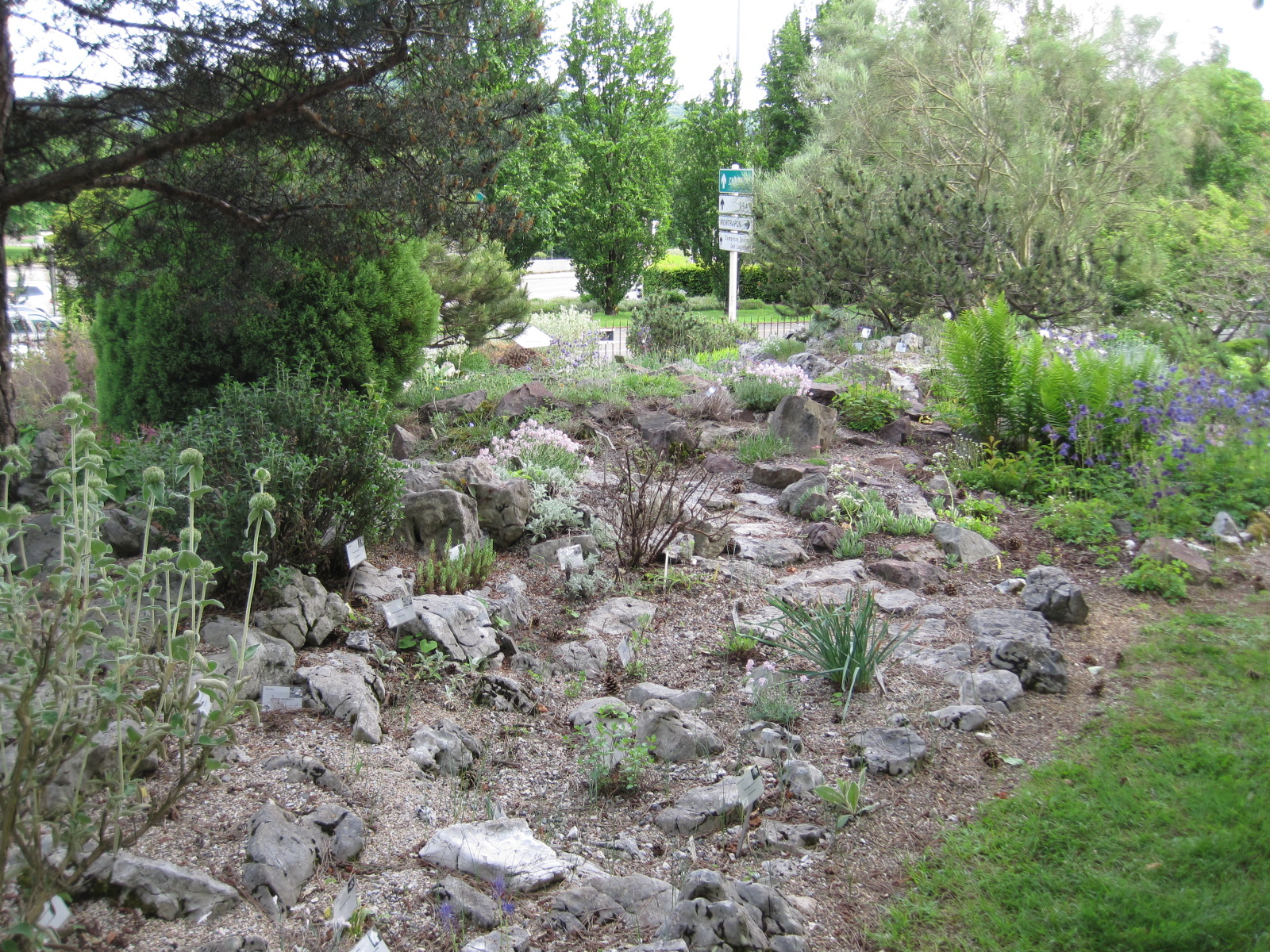
Plantas de zonas de piedra caliza de la meseta del Jura.

- Hábitat de zonas de piedra caliza de la meseta del Jura,
- Otras partes del mundo, con plantas de las Guayanas con 750 taxones, y plantas tropicales con 1,320 spp.

Las colecciones principales incluyen plantas carnívoras, suculentas, plantas medicinales con 200 spp, plantas acuáticas con 70 spp, orquídeas, rosas, colección sistemática con 900 ssp. y Arboreto con 230 ssp. con varios tipos de árboles madereros, ornamentales y frutales. 

## Características y funciones
El jardín botánico de la Universidad y la Ciudad de Besançon a rediseñado su actividad, sus temas, y sus colaboraciones. 
A lo largo de sus avenidas, da a ver 5.000 especies distribuidas en: 
- Medios reconstituidos representativos de la región del Franco Condado, incluidas la turbera y sus distintas fases de evolución, la cornisa calcárea de la Meseta jurásica… del ambiente de distintos lugares del mundo, con las rocallas del hemisferio septentrional, etc
- Sus colecciones lúdicas con el huerto, o el circuito de los cinco sentidos…
- Las parcelas que ilustran los recursos vegetales utilizados durante períodos históricos diferentes: el Neolítico y el siglo XVII.
- Los conjuntos temáticos, como el de las plantas medicinales y el de la evolución y la clasificación de las plantas en el espacio de la escuela de botánica…
- Las parcelas de sistemática vegetal, con el arboreto, rosaleda, las charcas de las plantas acuáticas.
- El enfoque sobre la aerobiología donde se exhiben, definen y exploran las 50 especies más alergisantes de la región.

En cada temporada hay numerosas sorpresas, acontecimientos o animaciones, y durante todo el año, se exhiben nuevas colecciones.

Detalles
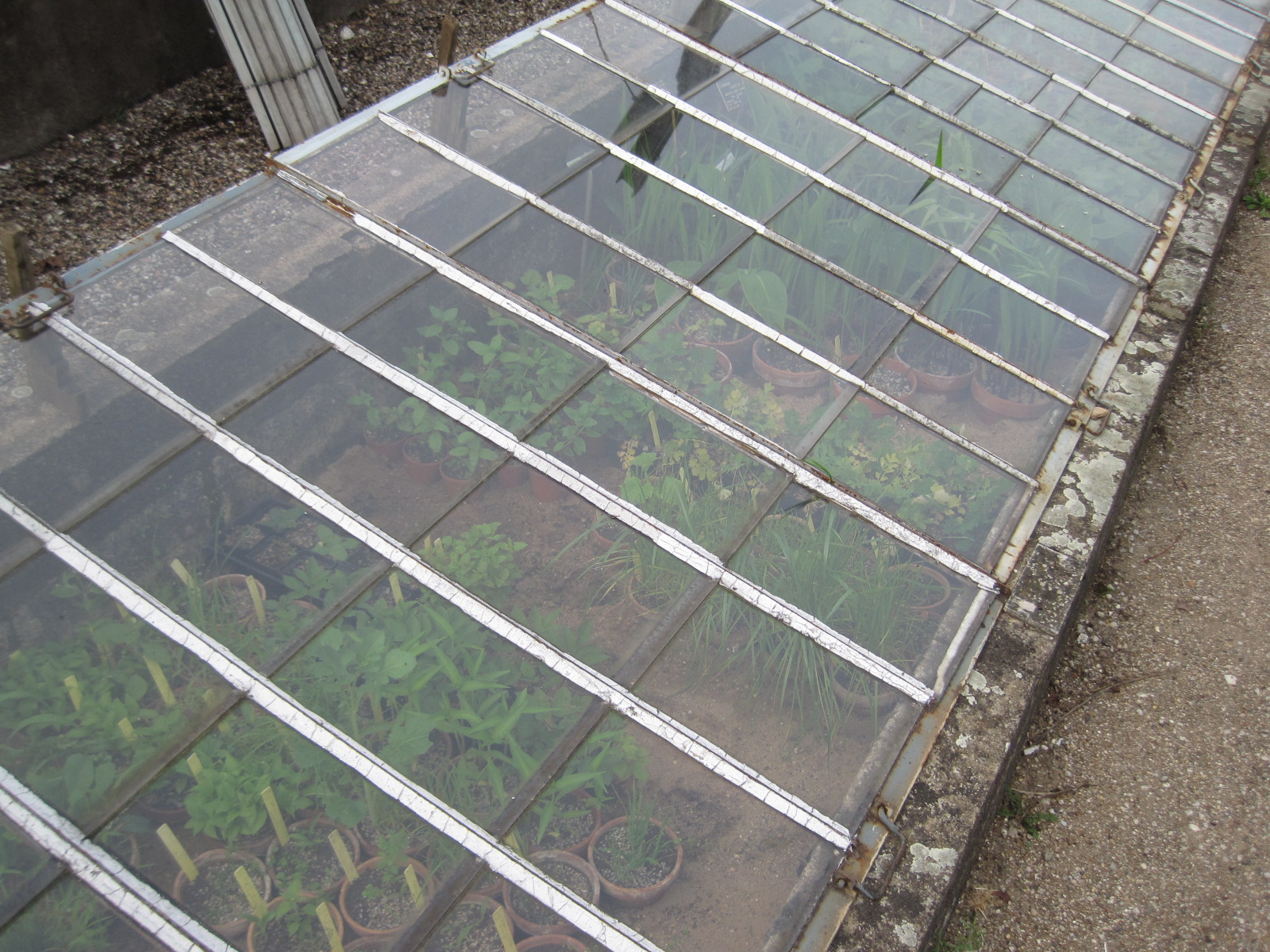
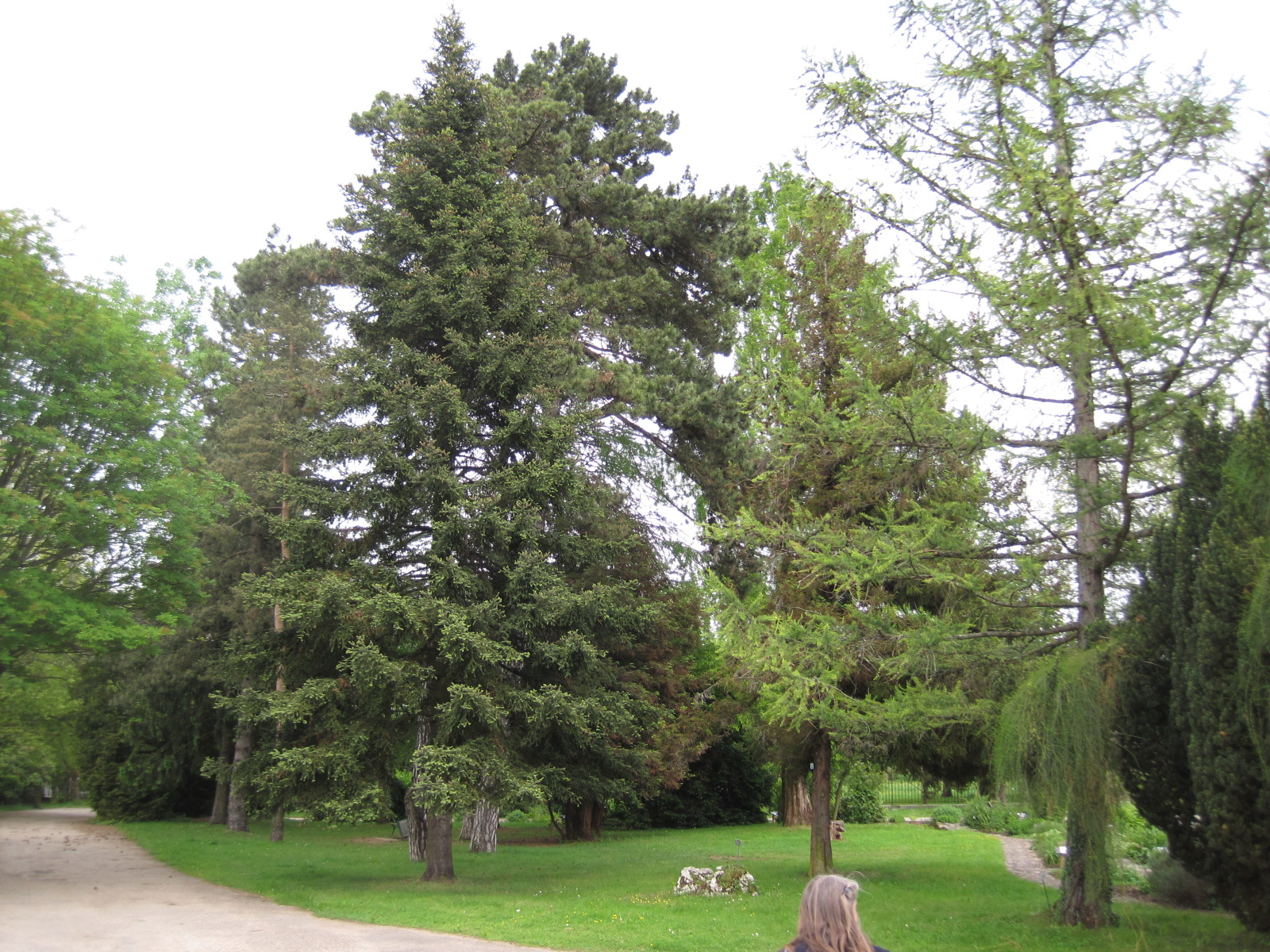
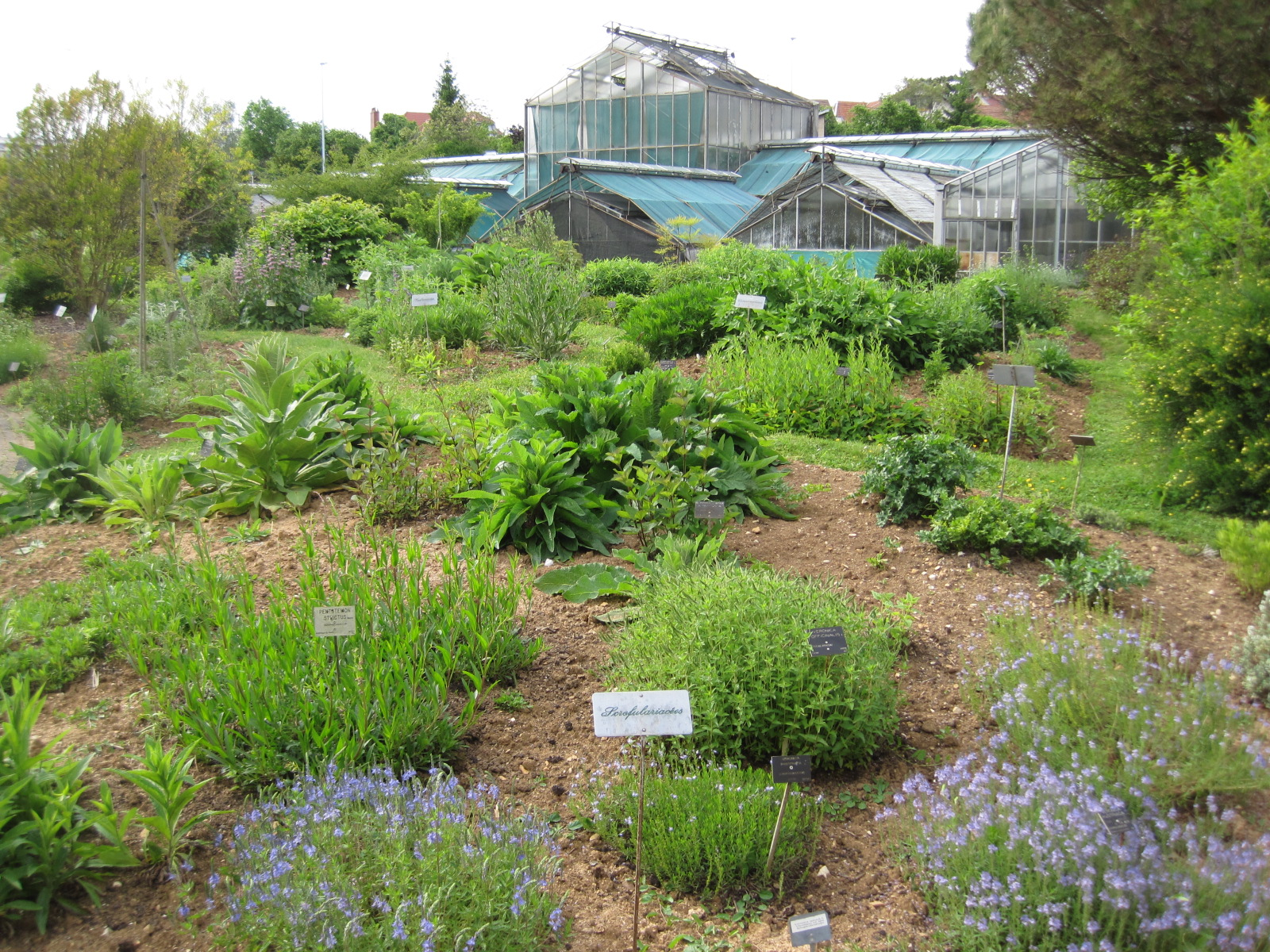
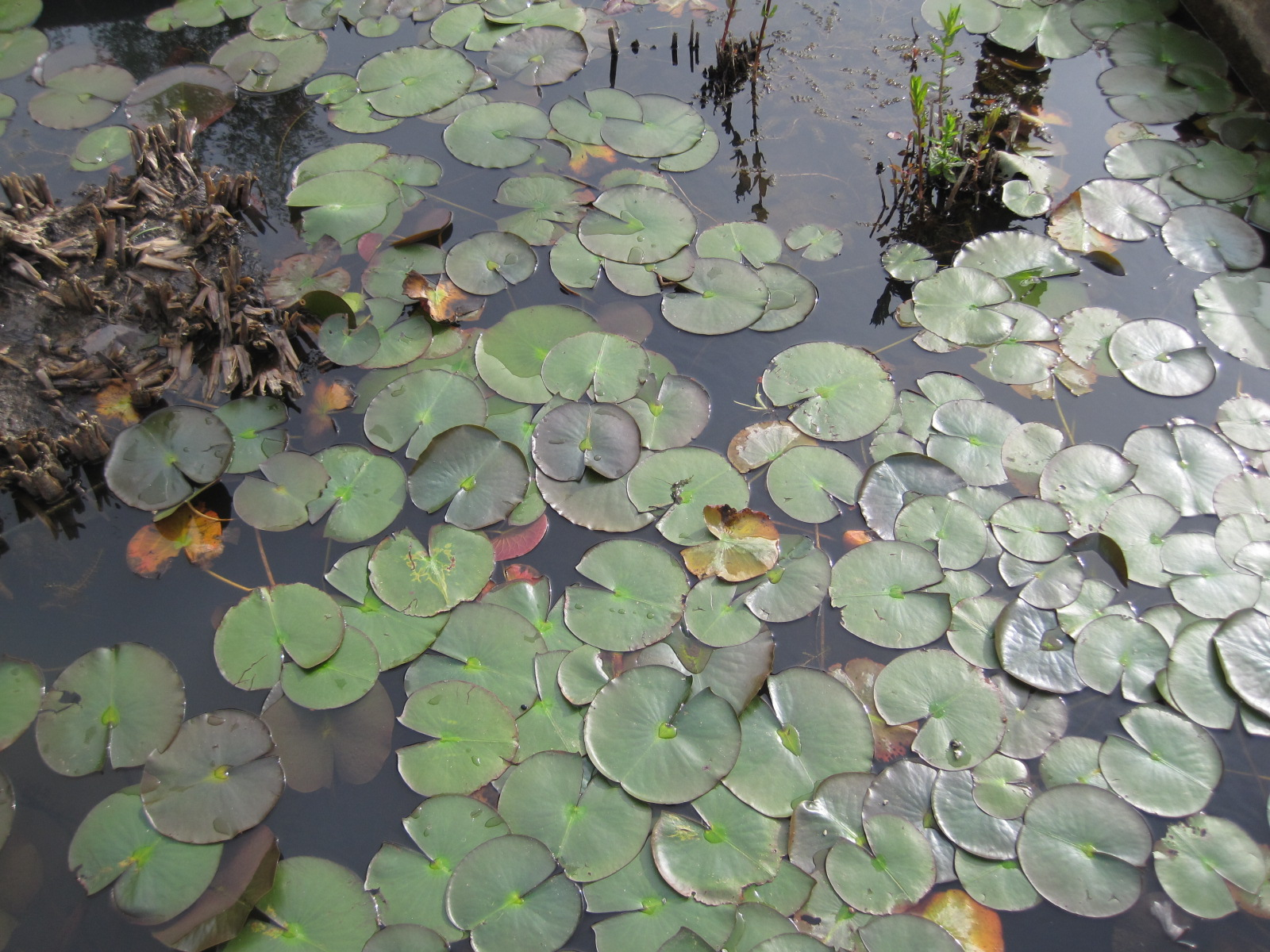
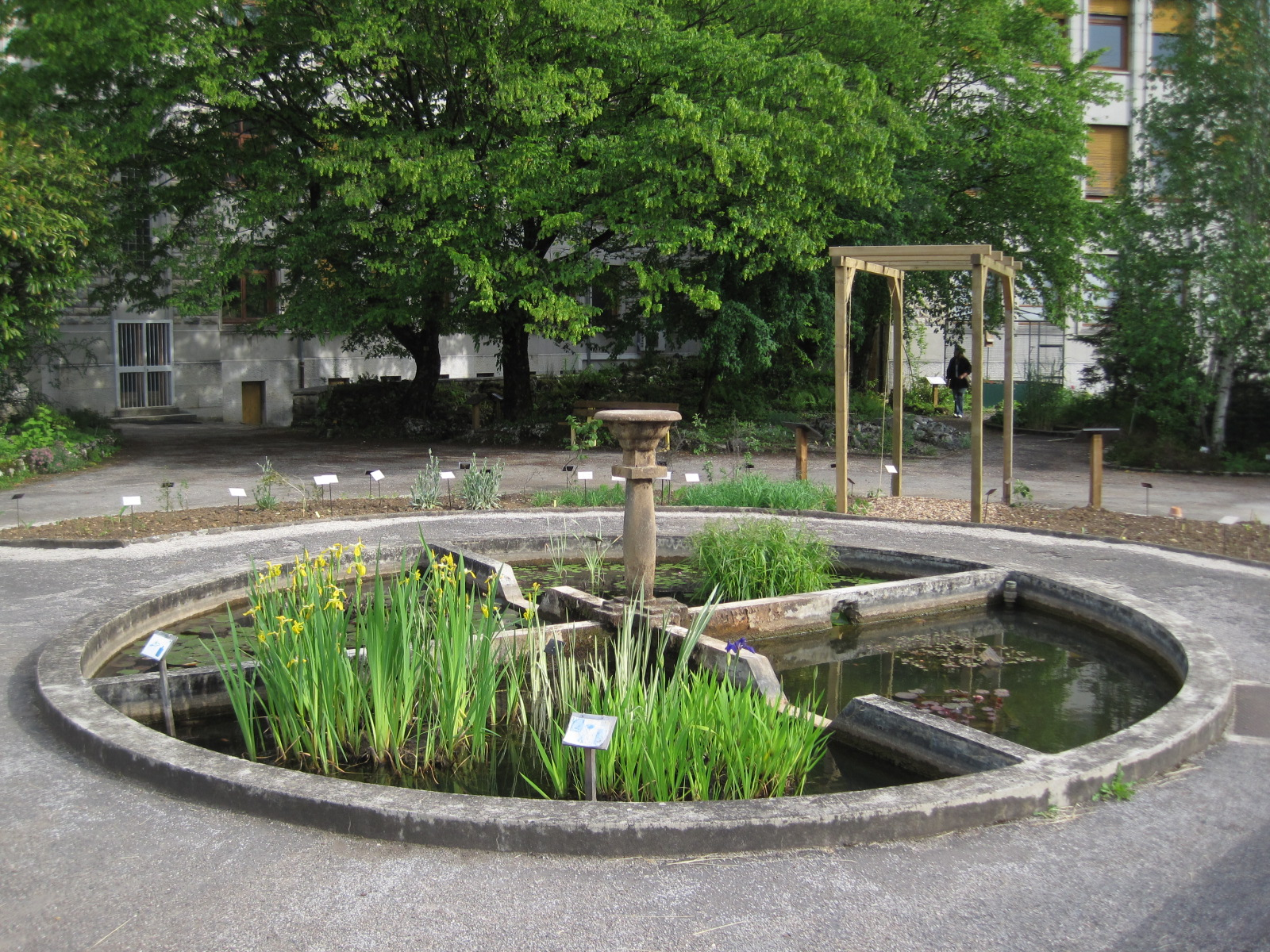
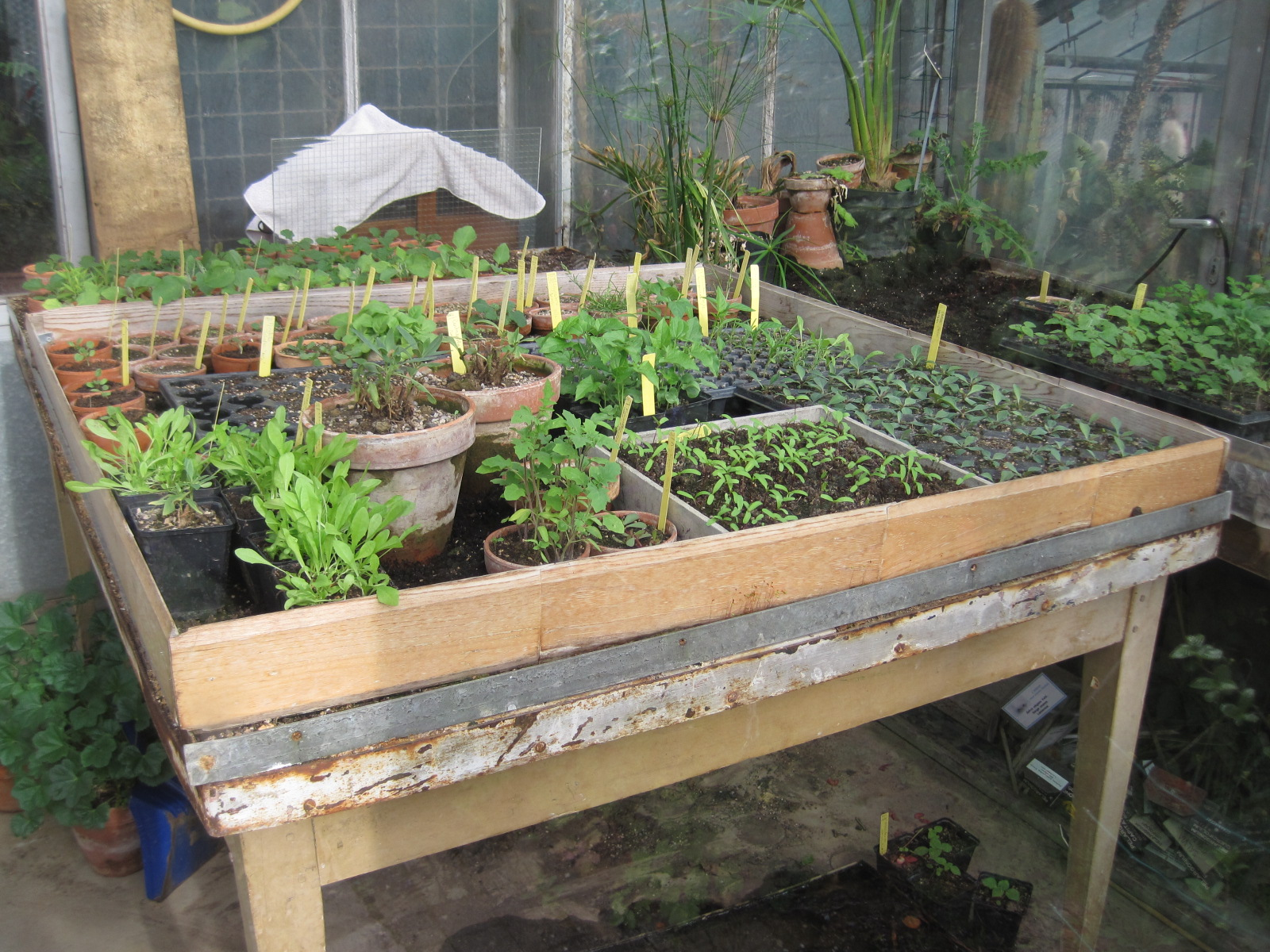
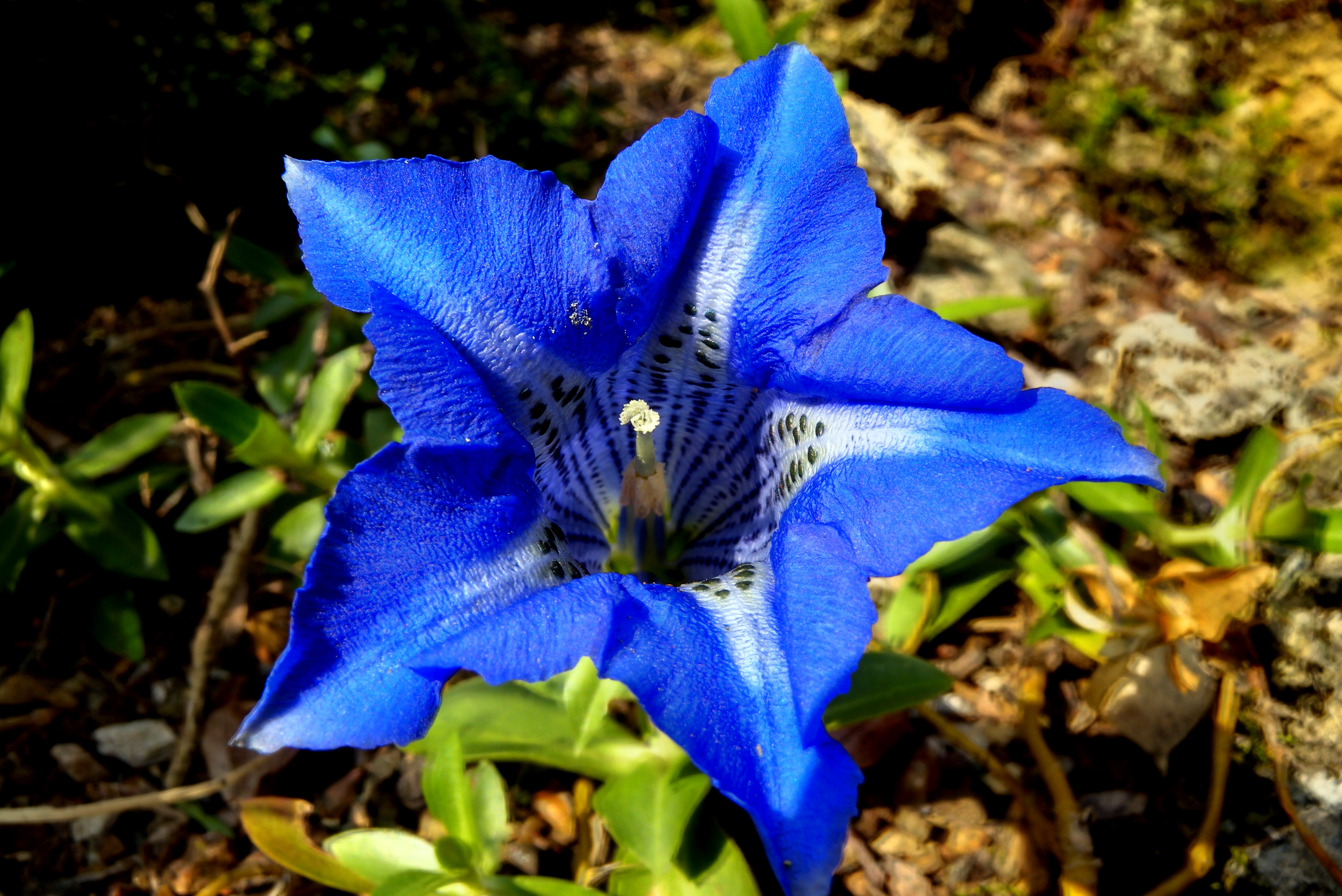
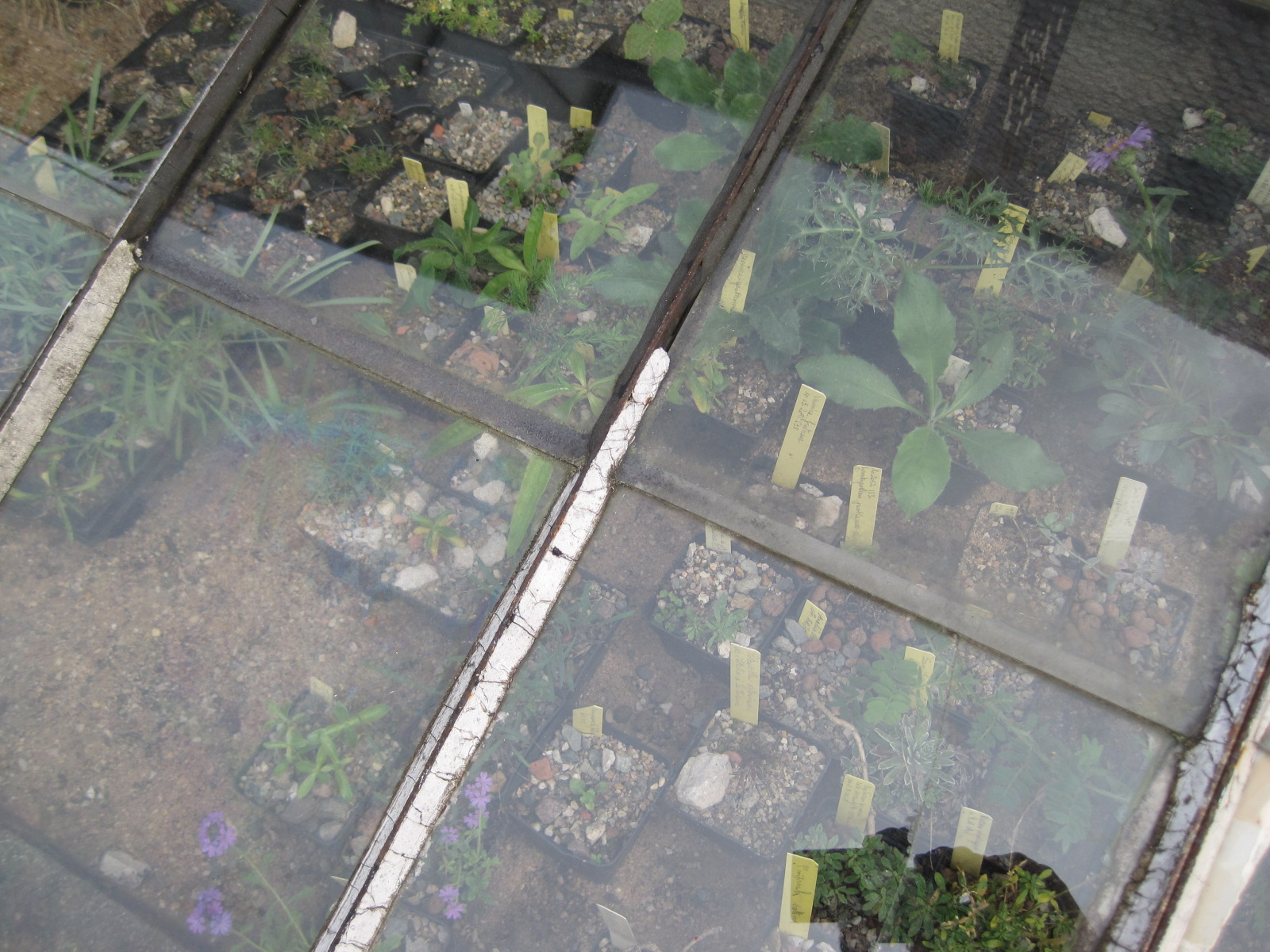